# Recréation du mammouth laineux

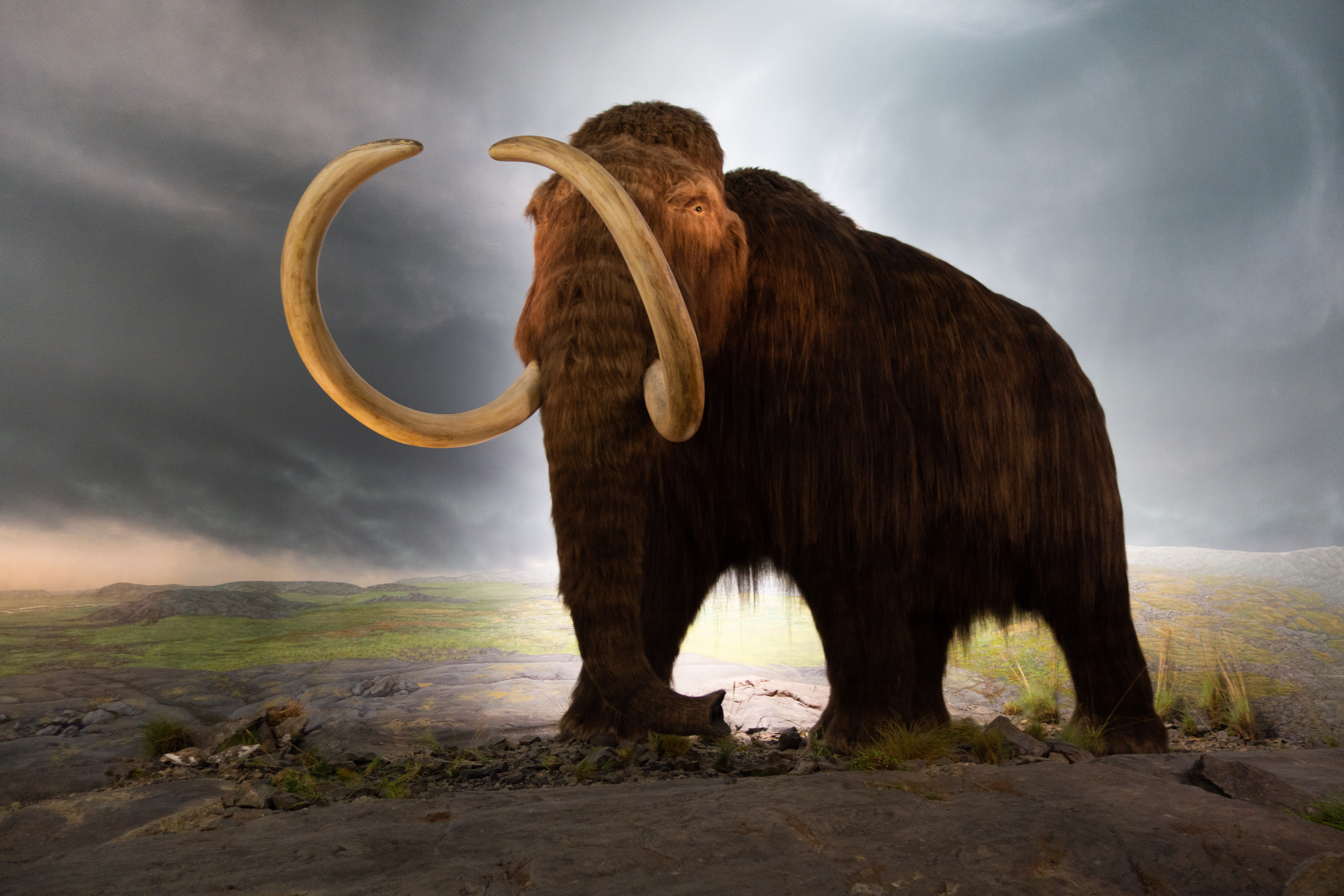
Maquette d'un Mammouth laineux au Musée royal de la Colombie-Britannique

Les projets de recréation du mammouth laineux se fondent sur l'existence de restes de tissus mous de mammouths laineux conservés dans le pergélisol sibérien, restes qui ont conduit à l'idée que l'espèce, éteinte il y a près de 4 000 ans, pourrait être recréée par des moyens scientifiques. Les méthodes pour y parvenir reposent soit sur le clonage, soit sur la création d'un hybride éléphant-mammouth.
Les progrès des techniques de biologie moléculaire et, dès les années 1990, le clonage de mammifères, ont stimulé les recherches visant la résurrection des mammouths,,. La génomique comparative montre que le génome de mammouth correspond à 99% au génome de l'éléphant,,, raison pour laquelle les différents projets de recréation font intervenir des femelles d'éléphant, et plus particulièrement de l'éléphant d'Asie, plus proche que l'éléphant d'Afrique du mammouth laineux, d'un point de vue phylogénétique.
L'extinction des mammouths laineux était due au changement climatique et à une chasse trop intensive. L'éléphant d'Asie est aujourd'hui une espèce menacée d'extinction.

## Clonage
Le clonage au sens strict du terme impliquerait l'élimination du noyau contenant l'ADN de l'ovule d'un éléphant femelle, et son remplacement par un noyau provenant du tissu de mammouth laineux - contenant le génome complet du mammouth -, un processus appelé transfert nucléaire des cellules somatiques. La cellule serait ensuite stimulée pour se diviser, et implantée dans l'utérus d'une éléphante. L'animal résultant aurait les gènes du mammouth laineux.
Cet objectif est poursuivi notamment par le Sud-Coréen Hwang Woo-suk – impliqué en 2006 dans un scandale de fraude scientifique. Un tel projet est aussi entrepris par Akira Iritani, de l'Université de Kyoto au Japon.
Cependant, personne n'a encore trouvé de cellule de mammouth viable, et la plupart des scientifiques doutent qu'une cellule vivante ait pu survivre au gel dans la toundra : en raison de leurs conditions de conservation, l'ADN des mammouths congelés s'est considérablement détérioré,.

## Création d'un hybride éléphant-mammouth par insémination artificielle d'une éléphante
Une deuxième méthode consiste à inséminer artificiellement un ovule d'éléphante avec des spermatozoïdes d'une carcasse de mammouth laineux congelé. La progéniture résultante serait un hybride éléphant-mammouth, et le processus devrait être répété afin d'obtenir de nombreux hybrides qui s'accoupleront entre eux. Après plusieurs générations de croisement de ces hybrides, un mammouth laineux presque pur serait produit.
On ignore s'il est possible que l'embryon hybride soit porté pendant les deux années que dure une gestation. Il est arrivé qu'un éléphant d'Asie et un éléphant d'Afrique produisent un éléphanteau vivant nommé Motty, cependant cet animal hybride est mort d'une infection en moins de deux semaines. Le fait que les spermatozoïdes des mammifères modernes soient viables pendant 15 ans au maximum après congélation rend cette méthode peu réaliste.

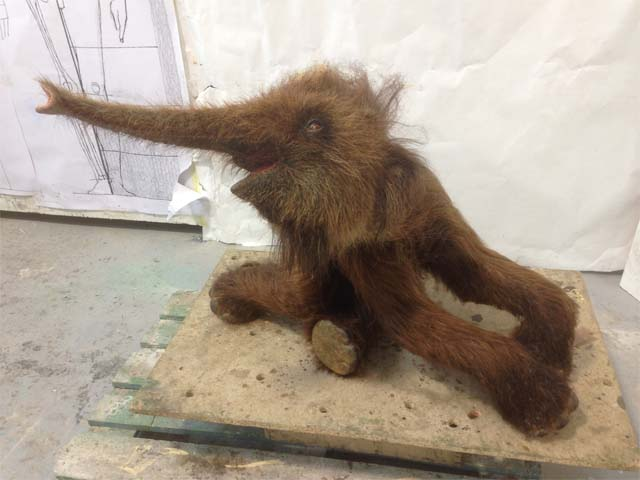
Modèle représentant le bébé mammouth "Dima" dont le corps congelé, daté de 40000 ans, a été découvert en Sibérie.

## Création d'un mammouth par modification des gènes de l'éléphant
Plusieurs projets travaillent sur le remplacement progressif des gènes des cellules d'éléphants par des gènes de mammouths , depuis que le génome complet (séquence d'ADN nucléaire ) du mammouth laineux a été publié en avril 2015 par des scientifiques suédois, . Le but est de créer un éléphant génétiquement modifié, semblable par certains traits à un mammouth.
L'un de ces projets est celui du généticien de l'université Harvard George McDonald Church, financé par la Long Now Foundation. Son objectif est de créer un éléphant génétiquement modifié, avec des traits de mammouth laineux, dans un utérus artificiel. L'équipe de l'université Harvard tente d'étudier les caractéristiques des animaux in vitro en remplaçant ou en modifiant certains gènes mammouths spécifiques dans des cellules de peau d'éléphant d'Asie appelées fibroblastes, qui ont le potentiel de devenir des cellules souches embryonnaires. En mars 2015, en utilisant la nouvelle technique d'édition de l'ADN CRISPR ("ciseau génétique" permettant de modifier l'ADN des animaux), l'équipe de George Church a fait éditer des gènes de mammouth laineux dans le génome d'un éléphant d'Asie, en se concentrant initialement sur la résistance au froid. D'autres gènes cibles concernent la taille de l'oreille externe, la graisse sous-cutanée, l'hémoglobine et le pelage. En février 2017, l'équipe de Church avait intégré 45 substitutions dans le génome de l'éléphant. Jusqu'à présent, son travail se concentre uniquement sur les cellules individuelles. L'objectif est de transférer ensuite un noyau de cellule de peau portant ces gènes dans un ovule fécondé énucléé, afin d'obtenir un embryon. Concernant la faisabilité d'une gestation artificielle, Church déclare en 2017 que son équipe a développé un embryon de souris ex-vivo (hors du vivant), pendant dix jours.
Le Mammoth Genome Project de l'Université d'État de Pennsylvanie étudie également la modification de l'ADN de l'éléphant d'Afrique pour créer un hybride éléphant-mammouth - appelé quelquefois mammouphant. Si un embryon hybride viable est obtenu par des procédures d'édition de gènes, l'implantation dans un éléphant d'Asie femelle hébergée dans un zoo serait envisageée, mais avec les connaissances et la technologie actuelles, les scientifiques ne savent pas si l'embryon hybride serait porté pendant les deux ans que dure une gestation,. Pour cela, il est nécessaire de trouver des tissus rapidement congelés, dont les noyaux cellulaires soient restés intacts, ce qui n'a pas encore été trouvé.

## Contribution supposée à la lutte contre le réchauffement climatique
Au cas où une de ces méthodes réussirait, les nouveaux mammouths seraient introduits dans une réserve faunique de 160 km2 en Sibérie appelée le Parc du Pléistocène. Selon certains scientifiques, comme George McDonald Church, les mammouths maintiendraient la végétation basse, qui protège le sol du soleil et limiteraient ainsi la fonte du pergélisol. En piétinant le sol sibérien ils aideraient à réduire la formation de poches de gaz à effet de serre qui s'y forment (la libération du méthane stocké dans le pergélisol étant néfaste pour l'environnement). Ils contribueraient ainsi à stabiliser le terrain de la toundra dans le haut Arctique et à combattre le réchauffement.
Cependant, cette idée que les mammouth laineux  atténueraient le changement climatique paraît, selon le paléobiologiste Tori Herridge, très hypothétique : il faudrait non pas un troupeau de mammouths laineux, mais des centaines de milliers de mammouths pour produire un effet sur le climat, à supposer que nous comprenions parfaitement le rôle de cet animal dans l'écosystème.

## Problèmes éthiques
Certains biologistes remettent en question le caractère éthique des tentatives de recréation.

### Efforts insuffisants en faveur d'espèces actuellement menacées d'extinction
Des spécialistes jugent que les ressources disponibles devraient être utilisées pour préserver les espèces d'éléphants actuellement menacées, et non pour la recréation d'une espèce peu viable,. Le paléobiologiste Tori Herridge  se demande pourquoi on ne finance pas plutôt des recherches sur la reproduction de l'éléphant d'Asie, au bord de l'extinction : « Si la raison est qu'il est plus facile d'obtenir des fonds pour le clonage d'un mammouth, alors nous devons tous examiner attentivement nos priorités ».

### Utilisation de mères porteuses
L'utilisation des éléphants femelles comme mères porteuses dans certains projets d'hybridation a également été remise en question d'un point de vue éthique : on sait à l'avance que la plupart des embryons ne survivront pas. L'utilisation des animaux dans la recherche scientifique est autorisée à condition cependant que les avantages escomptés soient supérieurs aux inconvénients tels que les souffrances animales. Or le bénéfice pour l'humanité du clonage d'un mammouth semble très faible.

### Question de la viabilité des mammouths aujourd'hui
L'habitat qui conviendrait aux mammouths n'existe plus. De plus, les deux espèces concernées (éléphants et mammouths)  sont, ou étaient, sociales et grégaires ; la création de quelques spécimens isolés paraît donc problématique. Il est impossible de connaître les besoins exacts d'un animal hybride éléphant-mammouth.
Selon le paléobiologiste Tori Herridge, qui a participé à l'autopsie de Maly Lyakhovsky Mammoth (femelle mammouth découverte en 2013, appelée également Buttercup), la vraie raison pour laquelle l'idée de recréer un mammouth est populaire, est que cette résurrection donne l'illusion d'un retour possible à un âge d'or où la nature était relativement intacte et préservée. De plus la résurrection d'une espèce éteinte permettrait d'annuler les excès commis par l'homme.

## Recréation de viande de mammouth
En 2023, une équipe de chercheurs d'une entreprise de viande cultivée, Vow, recréent une "boulette géante" de viande cultivée en laboratoire d'un mammouth laineux, à Amsterdam. La viande a été réalisée en plusieurs semaines à partir du séquençage de l'ADN de la myoglobine de mammouth, protéine qui donne sa saveur à la viande, ainsi qu'en additionnant des éléments issus des gènes de l'éléphant d'Afrique pour combler les lacunes de la séquence. La myoglobine ainsi réalisée a été insérée dans une base de cellules de mouton. L'expérience a pour but d'interpeller sur la consommation de viande et ses alternatives.